# Oleg Kalugin
Oleg Kalugin Danilovich ou Kaluguin (russo: Олег Данилович Калугин), (São Petersburgo, 06 de setembro de 1934), é um ex-general do Comitê de Segurança do Estado Soviético (KGB). Durante muito tempo foi o chefe de operações da KGB nos Estados Unidos (primeiro agindo sob o pretexto de ser parte do pessoal da embaixada da URSS em Washington).
Em seguida, ele voltou para a sede da KGB, para se tornar um dos diretores e posteriormente o chefe da secção da contraespionagem do KGB. Neste cargo chefiava 700 oficiais divididos em oito departamentos. Um destes departamentos era responsável por introduzir espiões dentro de agencias de inteligências no mundo, da China a América do Sul. Ele foi promovido a general em 1974, com apenas 40 anos de idade, tornando-se o mais jovem membro desta organização ter chegado a esse posto.

## Início de carreira e ligações com a KGB
Kalugin nasceu na antiga cidade de Leningrado (agora São Petersburgo), filho de um oficial da NKVD era em sua juventude um comunista fervoroso. Ele frequentou a Universidade de Leningrado e foi posteriormente recrutado pelo KGB sob a égide da Primeira Diretoria (responsável pela inteligência no exterior). Após o treinamento inicial foi enviado para Nova York por um ano sob o pretexto de estudar jornalismo na Universidade Columbia.
De 1960 a 1964, ele foi novamente enviado para Nova York como correspondente da Radio Moscou. Como oficial de inteligência política, ele era responsável pelo recrutamento na missão dos EUA nas Nações Unidas e entre a imprensa americana e internacional.
Ele continuou a passar por um jornalista de um certo número de anos e acabou servindo como o correspondente da Radio Moscou nas Organização das Nações Unidas. Em 1965 - após cinco anos em Nova York - ele retornou a Moscou para servir sob a cobertura da imprensa oficial do Ministério das Relações Exteriores. Posteriormente Kalugin foi reenviado a Washington, D.C. como vice-assessor de imprensa da embaixada soviética, na realidade ele era vice-residente e chefe interino na embaixada. Subindo nas fileiras ele se tornou um dos principais oficiais do KGB em Washington, o que levou-o a ser promovido a general em 1974, o mais jovem general da história da URSS no pós-guerra. Ele então retornou para a sede da KGB para se tornar chefe da contraespionagem estrangeira.

## Obras
- Kalugin, Oleg; Fen Montaigne (1994).  St. Martin's Press, ed. The First Directorate: My 32 Years in Intelligence and Espionage Against the West (em inglês). New York: Kalugin, Montaigne. ISBN 0-312-11426-5
- Kalugin, Oleg; Fen Montaigne (1995). Spymaster: The Highest-ranking KGB Officer Ever to Break His Silence (em inglês). New York: John Blake Publishing. ISBN 1-85685-101-X
- Kalugin, Oleg (1995).  Olimp ed., ed. Прощай, Лубянка! (XX век глазами очевидцев) (em russo). [S.l.: s.n.] ISBN 5-7390-0375-X
- Kalugin, Oleg; Fen Montaigne (2009).  Basic Books, ed. Spymaster: My Thirty-two Years in Intelligence and Espionage Against the West (PDF) (em inglês). New York: [s.n.] ISBN 0-465-01445-3

## Condecorações
- Ordem da Insígnia de Honra